# Sis (traghetto)
Il Sis è un traghetto appartenente alla compagnia di navigazione croata Jadrolinija.

## Servizio
Varato il 23 novembre 1973 nel cantiere navale Ryton Marine Ltd. di Wallsend con il nome di Netley Castle e consegnato nel febbraio del 1974 alla Red Funnel Ferries, giunge il 21 febbraio a Southampton, dove viene sottoposto ai lavori di completamento in seguito al fallimento del cantiere navale.
Completato, il traghetto, primo "drive through ferry" (traghetto bidirezionale) della compagnia, prende ufficialmente servizio il 24 giugno nei collegamenti tra Southampton ed East Cowes.

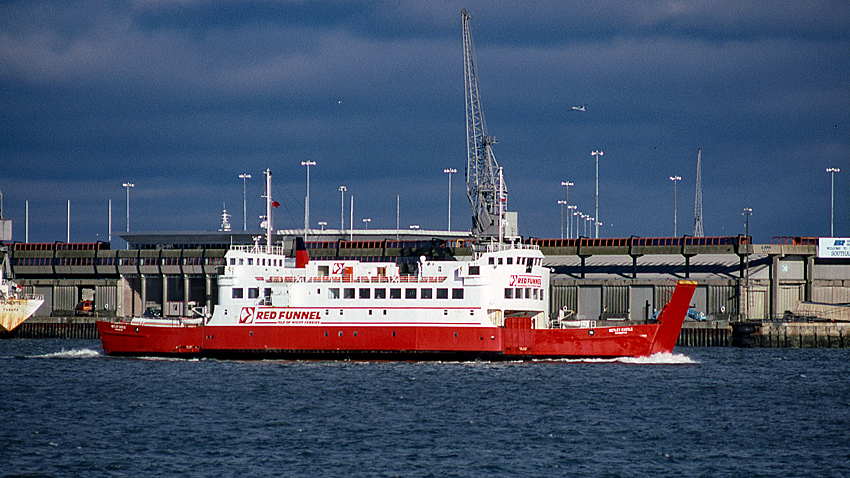
Il Netley Castle in partenza da Southampton nel 1991.

Il 26 aprile 1996, con l'entrata in servizio del nuovo Red Eagle, viene disarmato a Southampton e messo in vendita.
Il 24 gennaio 1997 viene venduto alla Jadrolinija e, ribattezzato Sis, viene trasferito in Croazia. Nello stesso anno prende servizio nei collegamenti tra Chersano e Porozina. Negli anni, ha principalmente operato nei collegamenti tra Zara e le isole circostanti.

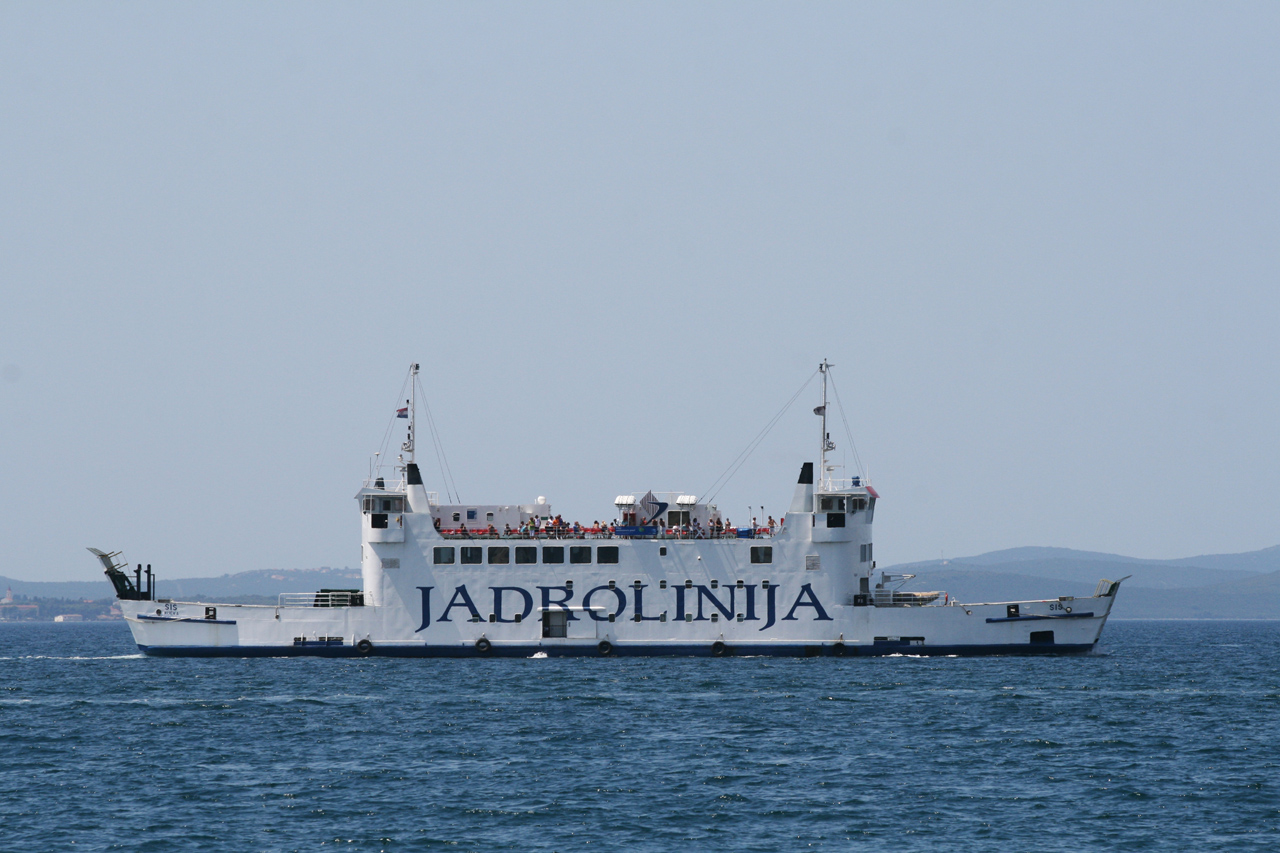
Il Sis in navigazione nei pressi di Zadar nel 2009.